# Frank Dillane
Frank Dillane, född 21 april 1991 i London, är en brittisk skådespelare.
Dillane har bland annat medverkat i TV-serierna Renegade Nell, Fear the Walking Dead och The Essex Serpent.

## Filmografi (i urval)
- 2015–2018 – Fear the Walking Dead (TV-serie)
- 2022 – The Essex Serpent (TV-serie)
- 2024 – Renegade Nell (TV-serie)
- 2024 – Joan – juveltjuven (TV-serie)
- 2025 – Urchin